# Dave Cooper
David Charles Cooper ( Shelburne, Nueva Escocia, 7 de noviembre de 1967 (57 años) es un dibujante de cómics, ilustrador comercial y pintor al óleo que reside en la ciudad canadiense de Ottawa.  Además de los cómics, Cooper ha trabajado como diseñador, productor y creador en el campo de la animación. Su familiaridad con la estética retrofuturista le llevó a ser elegido para ilustrar algunos fondos de la serie Futurama, en especial los interiores de Planet Express. 

## Biografía
Nacido en Shelburne, Dave Cooper se trasladó a Ottawa a los 9 años. Comenzó su carrera en los años 90, dibujando cómics underground para Fantagraphics Books de Seattle. 
Sus primeras historietas de ciencia ficción para la compañía Aircel Comics, de Barry Blair, levantaron cierta polémica por sus cómics en los que se presentaba a chicos jóvenes siendo torturados o en situaciones eróticas. A este respecto, y aunque Cooper nunca ha declarado haber sido acosado por Blair, sí afirmó en una entrevista para The Comics Journal que su relación había sido incómoda, y que le sirvió de inspiración para su libro Dan y Larry en: ¡No hagas eso!
A medida que disminuía su colaboración con Aircel Comics, Cooper pasó un par de años tocando en una banda antes de volver a los cómics. En su etapa de veinteañero creó obras como Puke and Explode y Cynthia Petal’s Alien Sex Frenzy, que consistían en historias profusamente detalladas en dibujos oscuros matizados, con una falta de congruencia deliberada, con detalles infantiles y hasta cursis. La primera de estas obras puede verse en Crumb, un documental de 1995 sobre el dibujante de cómics independientes del mismo nombre. 
En 1997, con la publicación de Suckle (Succión), Cooper consiguió el aplauso de la crítica. Esta historia de un personaje infantiloide y cándido, llamado Basil, que se enfrenta a los horrores de un mundo futurista, le valió una candidatura a los premios Harvey. En la misma línea, su obra posterior Crumple (Escombros, en su traducción española), presenta a un ser apocado y torturado por sus deseos sexuales que vive en un futuro dominado por feministas militantes que integran una extraña secta. Esta es quizá la obra donde las obsesiones más recurrentes del autor, tales como la relación entre deseo y culpa, misterio femenino y lesbianismo, amenaza latente e infección, aparecen más claramente expuestas.  
Weasel, su siguiente obra, ganó el premio Harvey y el premio Ignatz en el año 2000.  Weasel contiene la historia Ripple (Flujo), sobre un ilustrador frustrado que se enamora de una de sus modelos. Es de destacar que esta novela gráfica se publicó con un prólogo de David Cronenberg, autor con el que ha sido comparado dada la obsesión de ambos por la degradación física y las enfermedades cutáneas.
Con el cambio de siglo, Dave se centró en la ilustración y la pintura al óleo, exponiendo alternativamente en galerías de Los Ángeles y Nueva York. También presentó una gran exposición retrospectiva de su obra de cómic en Angulema y París en 2002. En sus escenas de estilo cómic abundan los personajes femeninos voluminosos. Sus obras reflexionan sobre el hedonismo, la imagen corporal, los conceptos de belleza y sexualidad, a menudo ambientados en paisajes irreales y gelatinosos. 
Alrededor de 2008, Dave centró su atención en el campo de la animación, desarrollando dos programas de televisión infantiles originales: Pig Goat Banana Cricket para Nickelodeon y The Bagel and Becky Show para Teletoon / BBC. Su cortometraje para adultos, The Absence of Eddy Table, se estrenó en el otoño de 2016 y desde entonces ha ganado varios premios a nivel internacional. 
En el verano de 2017, Dave regresó a la pintura al óleo, y completó su mayor encargo individual para el museo Colección Solo de Madrid: Bosco Cooper, un cuadro de 3 metros por uno que reinterpreta El jardín de las delicias de El Bosco. 
En 2019, Dave se unió a la junta directiva del centro de artistas de vanguardia de Ottawa, Saw Gallery. En el otoño de 2019, Dave dirigió su primer cortometraje de acción en vivo, Squash. 

## Obra
- Weasel
- Underbelly
- Crumple (Escombros, Ed. La Cúpula)
- Suckle (Succión, Ed. La Cúpula)
- Dan and Larry (Dan y Larry, Ed. La Cúpula)
- Ripple (Flujo, Ed. La Cúpula)
- Overbite
- Pip and Norton
- Mudbite (Novela gráfica, 2018)
- Pillowy: The art of Dave Cooper (Artbook, 2019)
- Doghead (Novela gráfica, 2025)
- Mouthful (Artbook, 2025)